# Leònides de Constantinoble
Leònides de Constantinoble (en llatí Leonidas, en grec Λεωνίδας) fou un jurista romà d'Orient.
Era patronus causarum (advocat defensor) al tribunal del prefecte del pretori a la capital imperial Constantinoble. Fou un dels setze comissiones encarregats per Justinià I de compilar el Digest, que van treballar sota la presidència de Tribonià.